# Tyrannochthonius nergal
Espèce
Tyrannochthonius nergal est une espèce de pseudoscorpions de la famille des Chthoniidae.

## Distribution
Cette espèce est endémique d'Alabama aux États-Unis,. Elle se rencontre dans la grotte Natural Well dans le parc d'État du Monte Sano dans le comté de Madison.

## Description
La femelle holotype mesure 2,63 mm.

## Étymologie
Son nom d'espèce lui a été donné en référence à Nergal.

## Publication originale
- Muchmore & Chamberlin, 1995 : The genus Tyrannochthonius in the eastern United States (Pseudoscorpionida: Chthoniidae). Part I. The historical taxa. Insecta Mundi, vol. 9, p. 249-257 (texte intégral) rédigé par Muchmore à partir d'un manuscrit de Chamberlin (1898-1962).